# Hemerorhinus
Hemerorhinus is een geslacht van straalvinnige vissen uit de familie van slangalen (Ophichthidae).

## Soorten
- Hemerorhinus heyningi Weber, 1913
- Hemerorhinus opici Blache & Bauchot, 1972